# Тимофеев, Дмитрий Тимофеевич

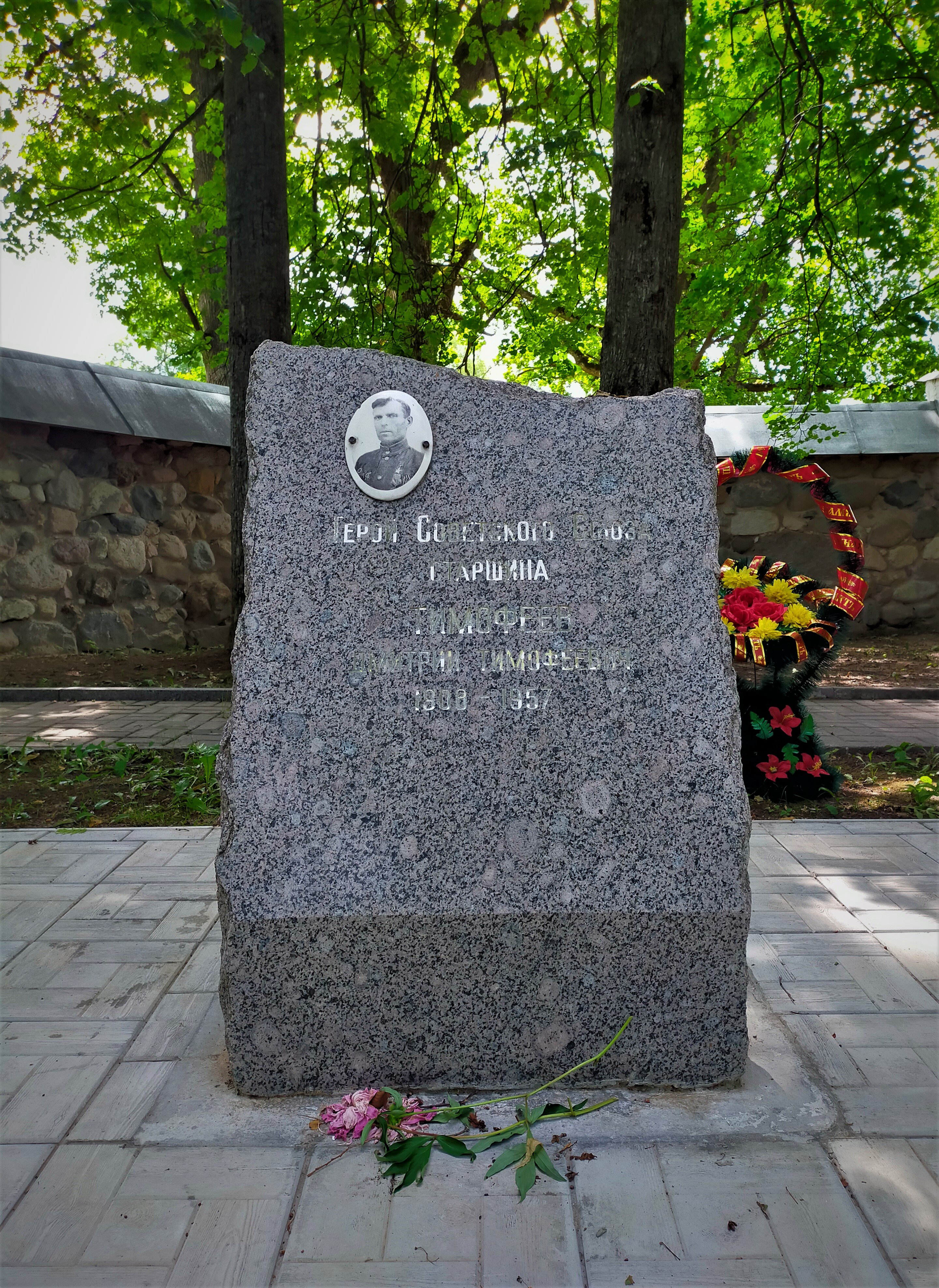
Могила Д. Т. Тимофеева у стен Святогорского монастыря

Дмитрий Тимофеевич Тимофеев (1908, дер. Тучково, Псковская губерния — 7 июля 1957, Пушкинские Горы, Псковская область) — старшина Рабоче-крестьянской Красной Армии, участник Великой Отечественной войны, Герой Советского Союза (1945).

## Биография
Дмитрий Тимофеев родился в 1908 году в деревне Тучково (ныне — Пушкиногорский район Псковской области). В 1932—1935 годах проходил службу в Рабоче-крестьянской Красной Армии. В 1939 году Тимофеев повторно был призван в армию. С начала Великой Отечественной войны — на её фронтах.
К маю 1945 года старшина Дмитрий Тимофеев был помощником командира взвода 271-го стрелкового полка 181-й стрелковой дивизии 6-й армии 1-го Украинского фронта. Отличился во время боёв за Бреслау. В критический момент боёв на улицах города Тимофеев заменил собой выбывшего из строя командира роты и успешно руководил её действиями.
Указом Президиума Верховного Совета СССР от 27 июня 1945 года старшина Дмитрий Тимофеев был удостоен высокого звания Героя Советского Союза с вручением ордена Ленина и медали «Золотая Звезда».
После окончания войны Тимофеев был демобилизован. Проживал и работал на родине, был председателем колхоза в Пушкиногорском районе. Скончался 7 июля 1957 года, похоронен в Пушкинских Горах.
Был также награждён орденами Отечественной войны 2-й степени и Красной Звезды, рядом медалей.